# Vontae Daley-Campbell
Vontae Jason Daley-Campbell (Lambeth, 2 de abril de 2001) es un futbolista británico que juega en la demarcación de defensa para el Chesterfield F. C. de la League Two.

## Biografía
Tras formarse en las filas inferiores del Arsenal F. C., se marchó a la disciplina del Leicester City F. C. en 2019. Finalmente debutó con el primer equipo el 10 de febrero de 2021 en un encuentro de la FA Cup contra el Brighton & Hove Albion F. C., llegando a disputar la totalidad de los noventa minutos en un encuentro que ganó el Leicester por 1-0. La temporada siguiente jugó dos encuentros más antes de marcharse cedido a mitad de la misma al Dundee F. C. Ya no regresó a Leicester al haber expirado su contrato y firmó entonces por tres años con el Cardiff City F. C. Después de uno y medio acordó su salida y un par de semanas después fichó por el Peterborough United F. C.
El 1 de agosto de 2024, tras un periodo de prueba en el que participó en tres amistosos, firmó por un año con el Chesterfield F. C.

## Clubes
| Club                      | País       | Año       | Partidos | Goles |
| ------------------------- | ---------- | --------- | -------- | ----- |
| Leicester City F. C.      | Inglaterra | 2021-2022 | 3        | 0     |
| Dundee F. C. (cedido)     | Escocia    | 2022      | 10       | 0     |
| Cardiff City F. C.        | Gales      | 2022-2024 | 2        | 0     |
| Peterborough United F. C. | Inglaterra | 2024      | 0        | 0     |
| Chesterfield F. C.        | Inglaterra | 2024-     | 12       | 0     |

## Palmarés

### Títulos nacionales
| Título | Club                 | País       | Año  |
| ------ | -------------------- | ---------- | ---- |
| FA Cup | Leicester City F. C. | Inglaterra | 2021 |